# Top Gun: Maverick
Top Gun: Maverick este un film american de dramă și acțiune, lansat în anul 2022, regizat de Joseph Kosinski și scris de Ehren Kruger, Eric Warren Singer și Christopher McQuarrie, dintr-o poveste a lui Peter Craig și Justin Marks. Continuare a filmului Top Gun din 1986, filmul îl are pe Tom Cruise în rolul căpitanului Pete „Maverick” Mitchell, care își reia rolul din primul film, alături de Miles Teller, Jennifer Connelly, Jon Hamm, Glen Powell, Lewis Pullman, Ed Harris, Monica Barbaro și Val Kilmer. Plasat la 36 de ani după predecesorul său, filmul urmărește revenirea lui Maverick la programul de Instructor de Tactici de Luptă al Aviației Americane (cunoscut și sub numele de „Top Gun”), unde trebuie să-și confrunte trecutul în timp ce antrenează un grup tânăr de piloți de luptă, printre ei fiind și fiul fostului său cel mai bun prieten, Goose.
Dezvoltarea unei continuări pentru Top Gun a fost anunțată în 2010 de Paramount Pictures. Cruise și Kilmer au fost abordați să revină în rolurile lor originale, la fel ca producătorul Jerry Bruckheimer și regizorul Tony Scott. La mijlocul anului 2012, Craig și Marks au terminat o schiță a scenariului, dar Scott s-a sinucis, iar preproducția filmului a fost suspendată. Filmul îi este dedicat lui Scott. În iunie 2017, Kosinski a fost angajat și a scris o nouă variantă de scenariu. Filmările principale au avut loc din mai 2018 până în aprilie 2019 în California, Washington DC și Maryland. Filmul a fost turnat folosind camere speciale 6K IMAX. Lansarea sa, programată inițial pentru 12 iulie 2019, a fost amânată de eforturile de a filma mai multe secvențe complexe de acțiune, apoi de pandemia COVID-19 și conflictele de programare.
Top Gun: Maverick a avut premiera la CinemaCon pe 28 aprilie 2022 și a fost lansat în cinematografe pe 27 mai 2022, de Paramount Pictures în IMAX, 4DX, ScreenX și Dolby Cinema. Filmul a primit laude din partea criticilor, care au apreciat secvențele de acțiune, încărcătura emoțională și jocul actoricesc; mulți l-au considerat superior primului film. Va fi lansat ulterior și pe platforma de streaming Paramount+. Filmul a încasat peste 1,48 miliarde $ internațional, fiind cel mai profitabil film al anului 2022 și cel mai profitabil film din cariera lui Cruise.

## Sinopsis
La peste 3 decenii după întâmplările din primul film, Căpitanul Pete "Maverick" Mitchell este pilot de teste în Marina SUA și evită promovările pentru a putea zbura în continuare. După ce Amiralul Chester "Hammer" Cain plănuiește să înceteze programul de avioane hipersonice "Darkstar" și să redirecționeze fondurile către programele de drone, Maverick decide să își folosească avionul-prototip pentru a atinge obiectivul de viteză Mach 10 (12.348 km/h) înainte de a ajunge Cain acolo. Atingând acest obiectiv, decide să pluseze, dar acest lucru duce la distrugerea prototipului și catapultarea lui Maverick. Cain insistă pentru pedepsirea lui Maverick pentru insubordonare și inconștiență, dar îl trimite în schimb pe Insula Nordică NAS cu rolul de a fi instructor TOP GUN, la ordinele fostului rival, acum prieten, Amiralul Tom "Iceman" Kazansky, comandant al Flotei SUA din Pacific.
Maverick primește ordine să antreneze un grup de elită de piloți pe F/A-18E/F Super Hornet, asamblat de Vice-Amiralul Beau "Cyclone" Simpson și Amiralul Solomon "Warlock" Bates pentru o misiune urgentă: să bombardeze o unitate de uraniu îmbogățit dintr-un stat delincvent care amenință Statele Unite. Unitatea se află într-o depresiune la capătul unui canion și este apărată de rachete sol-aer, precum și de avioane de a cincea generație. Maverick plănuiește un atac cu două avioane Super Hornets, care vor zbura prin canion și vor distruge unitatea, în timp ce vor depăși limitele de manual NATOPS ale Hornet. Maverick nu este luat inițial în serios de piloți, în special de Locotenentul Jake "Hangman" Seresin și Locotenentul Bradley "Rooster" Bradshaw, fiul fostului prieten al lui Maverick, Nick "Goose" Bradshaw.
În timp ce piloții se antrenează pentru misiune, se dezvoltă o rivalitate între Hangman și Rooster, care urăște atitudinea arogantă a lui Hangman cu colegii săi, în timp ce Hangman critică precauția lui Rooster. În timp ce piloții observă abilitățile lui Maverick, ei reevaluează situația și i se alătură. Între timp, Maverick se reunește cu fosta sa prietenă Penny Benjamin, căruia i se destăinuie că mama acum-moartă a lui Rooster l-a pus să jure că îl va ține departe de zbor pe fiul ei. El s-a ținut de cuvânt și a blocat CV-ul lui Rooster la Academia Navală, oprindu-i cariera pe loc. Maverick se întâlnește ulterior cu Iceman, care are cancer la gât și comunică în scris, dar îl asigură pe Maverick că îi poate antrena pe piloți. Câteva zile mai târziu, Iceman moare; Maverick și piloții participă la înmormântare. Cu Iceman mort, Cyclone îl scoate pe Maverick de la catedră și setează noi parametri mai puțin riscanți, dar cu o șansă mare de eșec. Cu toate acestea, Maverick face un zbor neautorizat în simulatorul de curs cu parametrii originali, demonstrând în acest fel că misiunea se poate face. Cyclone îl acceptă, reticent, și îl pune lider de atac pe Maverick în F/A-18E Super Hornet.
Maverick își alege piloții de misiune și se împerechează cu Phoenix și asistentul WSO Bob, în timp ce Rooster este pus cu Payback și WSO Fanboy. Hangman și restul sunt puși la echipa de rezervă. Echipa se lansează de pe portavionul USS Theodore Roosevelt în timp ce crucișătorul USS Leyte Gulf lansează rachete de croazieră Tomahawk pentru a distruge baza aeriană de lângă unitate. Echipa ajunge la unitate și o distruge, dar sunt atacați de rachetele aer-sol și de o pereche de patrulă cu Sukhoi Su-57 Felons. Când Rooster rămâne fără rachete-scut, Maverick își sacrifică avionul pentru a-l proteja și se catapultează. Crezând că Maverick a fost omorât în misiune, avioanele rămase se întorc la bază. Împotriva ordinelor, Rooster se întoarce și îl salveză pe Maverick de gloanțele unui elicopter Mil Mi-24, dar este lovit de o altă rachetă aer-sol și se catapultează în apropiere. Cei doi se reunesc și se îndreaptă spre unitatea distrusă, unde fură un Grumman F-14 Tomcat vechi și se îndreaptă înapoi spre portavion. Maverick și Rooster doboară două avioane Su-57 Felons, dar un al treilea ajunge atunci când aceștia rămân fără contramăsuri. Hangman ajunge și doboară ultimul Su-57, avioanele se întorc pe portavion să sărbătorească, iar Maverick și Rooster fac pace.
La puțin timp după misiune, Maverick și Rooster lucrează împreună la un avion P-51 Mustang la un hangar din apropierea unei baze de teste, unde Maverick era anterior staționat. Penny ajunge cu fiica ei, Amelia, într-un Porsche 911, iar Maverick zboară cu ea în P-51. Rooster ajunge la un panou cu fotografii și observă poze cu succesul misiunii, dar vede o fotografie și cu răposatul său tată și un tânăr Maverick.

## Distribuție
- Tom Cruise - Căpitan Pete "Maverick" Mitchell
- Miles Teller - Locotenent Bradley "Rooster" Bradshaw
- Jennifer Connelly - Penelope "Penny" Benjamin
- Jon Hamm - Vice-Amiral Beau "Cyclone" Simpson
- Glen Powell - Locotenent Jake "Hangman" Seresin
- Lewis Pullman - Locotenent Robert "Bob" Floyd
- Ed Harris - Amiral Chester "Hammer" Cain
- Val Kilmer - Amiral Tom "Iceman" Kazansky
- Monica Barbaro - Locotenent Natasha "Phoenix" Trace
- Charles Parnell - Amiral Solomon "Warlock" Bates
- Jay Ellis - Locotenent Reuben "Payback" Fitch
- Danny Ramirez - Locotenent Mickey "Fanboy" Garcia
- Greg Davis - Locotenent Javy "Coyote" Machado
- Manny Jacinto - Locotenent Billy "Fritz" Avalone
- Jack Schumacher - Locotenent Neil "Omaha" Vikander
- Bashir Salahuddin - Ofițer-șef Bernie "Hondo" Coleman
- Jake Picking - Locotenent Brigham "Harvard" Lennox
- Raymond Lee - Locotenent Logan "Yale" Lee
- Kara Wang - Locotenent Callie "Halo" Bassett
- Lyliana Wray - Amelia Benjamin, fiica lui Penny
- Jean Louisa Kelly - Sarah Kazansky
- Chelsea Harris - Angela Burke
- Bob Stephenson - Inginer-senior

În plus, Anthony Edwards și Meg Ryan apar în rolurile lui Nick "Goose" și Carole Bradshaw, respectiv, prin materiale de arhivă. Kelly McGillis care a jucat-o pe Charlotte "Charlie" Blackwood apare tot în material de arhivă.

## Producția

### Dezvoltarea
Dezvoltarea filmului a început în 2010, când Paramount Pictures i-a făcut oferta lui Jerry Bruckheimer și lui Tony Scott de a realiza o continuare pentru Top Gun, cu Tom Cruise reluându-și rolul. Când a fost întrebat de un film nouTop Gun, Scott a răspuns, "Această lume m-a fascinat, deoarece este foarte diferită de cea originală. Dar nu vreau să fac un remake. Nu vreau să reinventez nimic. Vreau doar să fac un film nou." Filmul a fost conceput pentru a se concentra pe sfârșitul erei de pilotaj-vânătoare și pe rolul dronelor în luptele aeriene moderne iar personajul lui Cruise, Maverick, va pilota un F/A-18 Super Hornet. După ce Scott s-a sinucis în 2012, viitorul continuării a rămas în aer, dar producătorul Jerry Bruckheimer a rămas dedicat proiectului, în special datorită interesului lui Cruise și Kilmer.
În iunie 2017, Cruise a dezvăluit că filmul se va numi Top Gun: Maverick, deoarece "nu e nevoie ca toate continuările să fie numerotate". El a adăugat că filmul va fi "unul de competiție, la fel ca primul", dar a clarificat că va fi "un progres pentru Maverick". În iulie 2017, Joseph Kosinski a fost anunțat ca regizor, după ce colaborase anterior cu Cruise la filmul Oblivion (2013). Kosinski s-a întâlnit cu Cruise pe platoul filmului Misiune: Imposibilă. Declinul, furnizându-i un afiș și titlul Top Gun: Maverick, anterior angajării sale. Cruise l-a contactat apoi pe Jim Gianopulos și a cerut să facă filmul. Pe 19 iunie 2019, la CineEurope în Barcelona, participanții au putut să vadă în exclusivitate un montaj timpuriu al filmului la prezentarea specială a Paramount. În timpul prezentării, Președintele Distribuției Cinematografice Internaționale, Mark Viane, și co-președintele Mary Daily au apărut în haine de luptă, ca parte a promovării. În 2019, compania chineză Tencent a investit 12,5% din valoarea filmului, pe care i-a retras ulterior din cauza îngrijorărilor că tematicile filmului vor deranja Partidul Comunist Chinez.

### Scrierea
Pe la mijlocul anului 2010, Christopher McQuarrie a primit o ofertă să scrie scenariul continuării, care se zvonea că îl are pe personajul Maverick într-un rol minor. În lunile următoare, se zvonea că Peter Craig și Justin Marks scriu o variantă nouă a filmului, în timp ce și Ashley Edward Miller și Zack Stentz primeau un rol de scenariști. Marks spunea că o continuare Top Gun era "proiectul suprem" al său și că primul film a fost unul "simbolic în amintirile sale" și că l-a inspirat să își înceapă cariera artistică. El a făcut cercetări pe Joint Strike Fighters, F-35, pentru a oferi o abordare cum "ar fi Top Gun prezent în perioadă modernă".
"Maverick avea puțin peste 20 ani în primul film, iar acum are peste 50. Trebuie să fie o călătorie diferită, dar este o călătorie importantă pentru un om în diferite faze ale vieții sale. Ne gândim că Top Gun este un film de acțiune, dar eu mă gândesc la el ca la o dramă. Are niște secvențe de acțiune incredibile, dar la miez este film de dramă." 
Anterior morții sale, Scott a finalizat o variantă de scenariu și a început să caute locații. El și Cruise au vizitat o stație navală din Fallon, Nevada, cu o săptămână înainte. The Hollywood Reporter a spus că al doilea film Top Gun este unul dintre cele trei proiecte aflate în "dezvoltare avansată".
În timpul discuțiilor pe scenariu din Paris, unde Cruise filma pentru Misiune: Imposibilă. Declinul, Kosinski i-a oferit două idei lui Cruise. Prima, miezul emoțional al filmului, se concentra pe relația rece dintre Maverick și Goose, pe fundalul unei misiuni periculoase de luptă. A doua se concentra pe amplasamentul actual al lui Maverick în Marină ca parte a programului "Darkstar" și confidențialitatea acestuia. Miller și Stentz nu mai erau implicați în proiect după includerea lui Kosinski, iar noii scenariști Ehren Kruger și Eric Warren Singer au fost aduși în august 2017. În octombrie 2018, McQuarrie, un colaborator frecvent al lui Cruise, a fost adus pentru revizuiri. McQuarrie a optat să ignore detaliile primului film în decursul procesului de scriere și chiar a zburat cu Blue Angels în vederea pregătirii. În ianuarie 2020, la scenariul final au contribuit Ehren Kruger, Singer, și McQuarrie, în timp ce la povestire au contribuit Craig și Marks.
Conform Universității din Georgie, Profesorul Roger Stahl a dezvăluit că oficialilor din armata americană li s-a permis să modificări la scenariul filmului Top Gun: Maverick, inclusiv la inserția anumitor "momente-cheie de dialog" precum politica externă și recrutarea. Un militar american de top a declarat la Fox News că "Am vrut să profităm pentru a ne conecta nu doar cu filmul și ideea de seriviciu militar, dar și pentru a anunța că facem recrutări."

### Distribuția
Implicarea lui Cruise în Top Gun: Maverick a fost pentru prima oară anunțată în ianuarie 2016. Val Kilmer și-a exprimat intenția pe pagina sa de Facebook de a-și relua rolul, iar în iunie 2018, The Wrap a confirmat acest lucru. În timp ce Bruckheimer și realizatorii își doreau să-l readucă pe Kilmer, Cruise a fost cel care a insistat pentru ca Kilmer să-și reia rolul. În trailerul lansat în martie 2022, apărea o fotografie cu Kilmer ce purta o uniformă de amiral cu patru stele. În iulie 2018, Miles Teller a primit rolul fiului lui Goose, în defavoarea lui Nicholas Hoult și Glen Powell. Toți trei au sosit la casa lui Cruise pentru testele de chimie. Ulterior în acea lună, Jennifer Connelly a semnat pentru a juca rolul unei mame singure din apropierea bazei navale.
În august 2018, Powell s-a alăturat distribuției în rolul unui pilot-învățăcel care a fost extins pentru el, după ce i-a impresonat la audiții pe Cruise, producătorul Jerry Bruckheimer și șefii de la Paramount Pictures și Skydance Media. În acea lună, Monica Barbaro, Thomasin McKenzie, Charles Parnell, Jay Ellis, Bashir Salahuddin, Danny Ramirez, Ed Harris, Jon Hamm și Lewis Pullman s-au alăturat distribuției, cu Barbaro, Ellis și Ramirez jucând piloții tineri, iar McKenzie fiind fiica lui Connelly. Hamm a semnat înainte să vadă oferta oficială sau scenariul. În septembrie 2018, Manny Jacinto s-a alăturat distribuției. În octombrie 2018, Kara Wang, Jack Schumacher, Greg Tarzan Davis, Jake Picking, Raymond Lee, Jean Louisa Kelly și Lyliana Wray s-au alăturat distribuției, cu Wray înlocuind-o pe McKenzie. McKenzie a renunțat după ce a semnat pentru Lost Girls. În noiembrie 2018, Chelsea Harris s-a alăturat distribuției într-un rol nedezvăluit. Kelly McGillis și Meg Ryan, care au apărut în primul film, nu au fost întrebate dacă vor să apară în film.

### Filmări

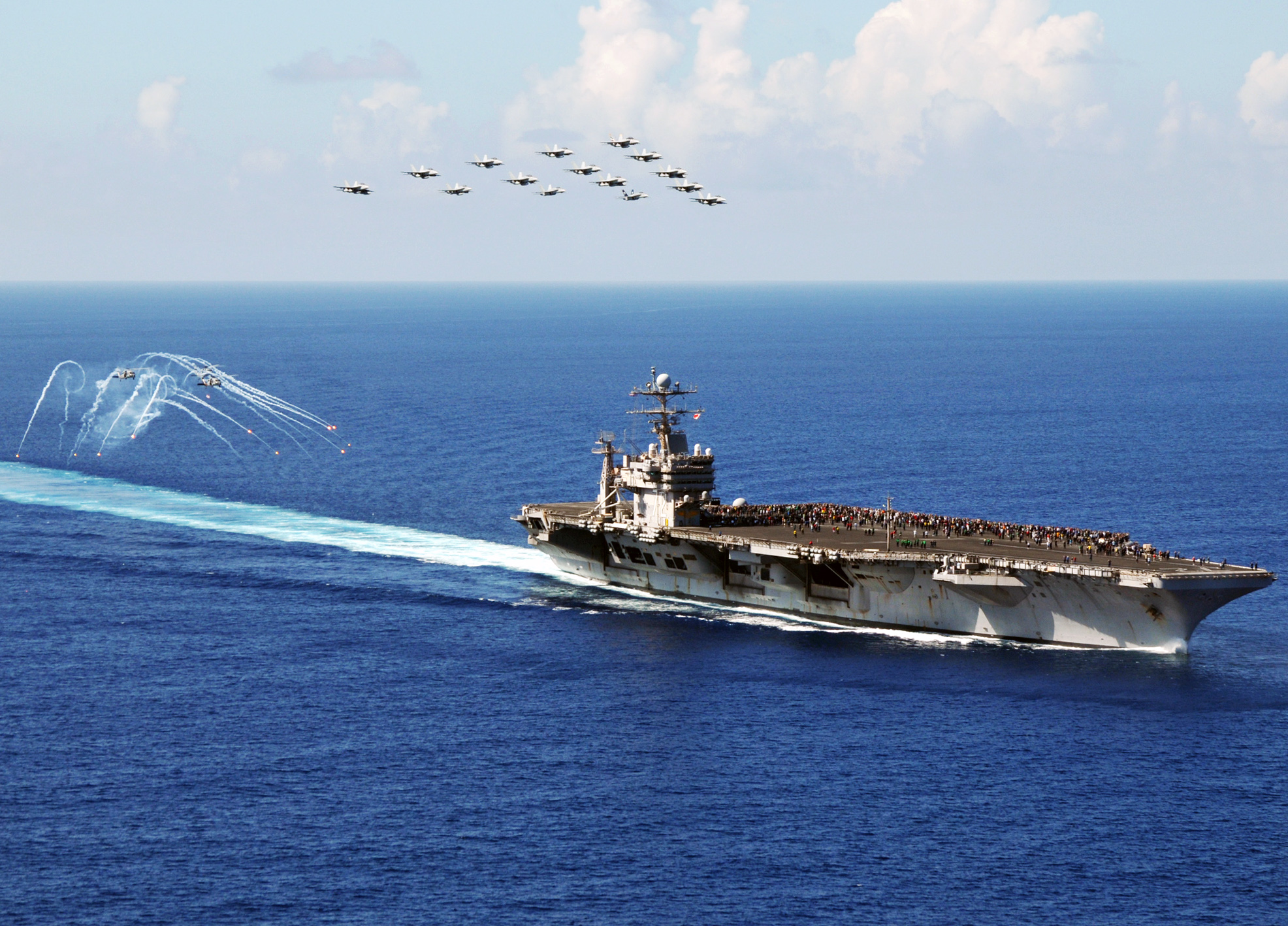
Filmările s-au desfășurat pe portavionul USS Abraham Lincoln

Cruise a proiectat o bază specială pentru actori, cu trei luni de antrenamente: evacuări subacvatice și antrenamente preliminare pentru avioane și pilotaj. Bruckheimer a spus, "Actorii au trebuit să învețe cum să manevreze camerele pentru că în aer se vor regiza singuri, efectiv." Au trebuit să învețe despre lumini, imagine și montaj.
Producția preliminară a filmului a început oficial pe 30 mai 2018, în San Diego, California. La sfârșitul lui august, un echipaj de 15 persoane de la Paramount și Bruckheimer au fost îmbarcați pe portavionul USS Abraham Lincoln⁠(en)[traduceți] pentru a filma operațiunile de decolare și aterizare. La mijlocul lunii februarie 2019, Cruise și echipa de producție au fost văzuți pe USS Theodore Roosevelt⁠(en)[traduceți] la NAS North Island. În martie, filmările s-au încheiat pe Naval Air Station Whidbey din Oak Harbor, Washington. Pe 19 iunie 2019, Miles Teller a dezvăluit într-un interviu că a terminat filmările cu două zile în urmă. Filmările principale au început pe 15 iulie 2019, în San Diego, Lemoore, China Lake, Lake Tahoe în California; Seattle, Washington; și Pax River, Maryland. Post-producția și montajul au fost supravegheate de Kosinski, de acasă, în timpul carantinei cauzate de pandemia de COVID-19.
Filmul a fost turnat cu camere certificate IMAX Sony Venice 6K Full Frame. Kosinski a explicat că echipa a petrecut un an cu forțele Marine pentru a utiliza camerele IMAX în cabina de pilotaj, patru camere fiind îndreptate spre actori și înainte, pe lângă cele montate pe exteriorul avionului. El a explicat că "spectatorii ar trebui să simtă autenticitatea, tensiunea, viteza și forța gravitației, ceva ce nu poate fi obținut pe platouri sau cu efecte speciale, și care necesită o cantitate mare de efort și muncă." El a adăugat că au fost trase peste 800 ore de material.
Avionul fictiv "Darkstar", parțial bazat pe Lockheed Martin SR-72, a fost proiectat de inginerii de la Lockheed Martin și Skunk Works. Un model la scară largă al aeronavei a fost construit și filmat la China Lake.

## Coloana sonoră
Coloana sonoră a filmului a fost compusă de Harold Faltermeyer, Lady Gaga și Hans Zimmer. Aceasta a fost lansată pe 27 mai 2022 de Interscope Records. A fost promovată de două cântece, "Hold My Hand" - Lady Gaga și "I Ain't Worried" - OneRepublic. Coloana sonoră a inclus și elemente din melodia "Top Gun Anthem" a primului film.

## Promovare
Primul teaser trailer al filmului a fost prezentat în timpul unei apariții surpriză a lui Cruise la San Diego Comic Con pe 18 iulie 2019. Trailerul a fost primit cu laude de către fani, mulți apreciind întoarcerea seriei și comparându-l cu Războiul stelelor: Ascensiunea lui Skywalker. The Hollywood Reporter a remarcat că steagul Taiwanului și cel al Japoniei lipseau de pe geaca de zbor a lui Maverick și au acuzat Paramount că le-au îndepărtat pentru a face pe plac companiei chineze Tencent Pictures, co-finanțator al filmului. Cu toate acestea, ulterior au fost reintroduse cele două steaguri, după ce Tencent s-a retras de la finanțare, iar aceștia nu au mai fost prezentați în filmul final. Al doilea trailer a fost publicat în decembrie 2019, iar Paramount a introdus un nou filtru pentru Snapchat, pentru a "captiva spectatorii tineri".
În februarie 2020, compania de jucării Matchbox (deținută de Mattel) a anunțat că va lansa o serie de produse dedicate Top Gun, inclusiv un F-14 Tomcat, F/A-18E/F Super Hornet și P-51 Mustang, precum și elemente de RPG. Ele erau programate să fie lansate pe 1 iunie 2020, în ciuda lansării amânate a filmului. În iunie 2020, compania Revell a lansat un model Top Gun la scala 1/48 din plastic, inclusiv un F-14A Tomcat și un F/A-18E Super Hornet bazate pe aeronavele din film. Aceste versiuni sunt produse confecționate anterior de Revell, cu marcaje și decalcomanii actualizate. În iulie 2020, Hasbro a anunțat o jucărie Transformers cu tematică Top Gun, "Maverick", care s-a lansat ulterior în 2020.
Pe 26 august 2021, primele 13 minute ale filmului au fost prezentate la CinemaCon împreună cu un nou trailer, iar Tom Cruise și-a marcat prezența virtual la eveniment. În ianuarie 2022, CBS Sports a lansat un clip nou din film, ce a coincis cu finala de fotbal american dintre Kansas City Chiefs și Cincinnati Bengals la AFC Championship. În februarie 2022, trailerul final al filmului a avut un parteneriat cu Porsche și a fost lansat în timpul pauzei de la Super Bowl LVI. În aprilie 2022, Project ACES, dezvoltatorii seriei Ace Combat, au anunțat lansarea unui DLC pentru Ace Combat 7: Skies Unknown cu tematică Top Gun: Maverick, ce se va lansa pe 26 mai, cu o zi înainte de premiera filmului. Un DLC gratis cu tematică Top Gun Maverick a fost lansat și pentru Microsoft Flight Simulator în aceeași zi. Un site web interactiv a fost lansat în aceeași lună. Pe 23 mai, Cruise a colaborat cu gazda emisiunii The Late Late Show, James Corden pentru a recrea o secvență de luptă aeriană ca parte a promovării.
Un tur de promovare de trei săptămâni a avut loc în Mexico City, Tokyo, Cannes, London, San Diego și Los Angeles. Event Cinemas a anunțat Top Gun: Maverick Collector Combo, o pereche specială de cutie de popcorn și suc, marcată special cu personajul lui Cruise. Alte căi de promovare au avut loc împreună cu lanțul de restaurante Applebee's și Vudu.

## Lansare

### Cinematografe
Top Gun: Maverick a fost lansat în cinematografe de Paramount Pictures în Statele Unite pe 27 mai 2022, avanpremiera având loc cu o zi în urmă. Inițial, era plănuit să fie lansat pe 12 iulie 2019, dar a fost amânat pentru 26 iunie 2020, pentru a filma anumite secvențe de acțiune complexe. În martie 2020, Paramount a grăbit lansarea pentru 24 iunie 2020, după care a fost mutată ulterior pentru 23 decembrie, din cauza pandemiei de COVID-19 declarată de Organizația Mondială a Sănătății. Pe 23 iulie 2020, filmul a fost amânat din nou pentru 2 iulie 2021, din cauza conflictelor de programare ale lui Cruise, precum și de amânările recente ale filmelor Mulan și Tenet datorită creșterii cazurilor de COVID-19, iar ulterior a fost amânat pentru 19 noiembrie 2021,. Următoarea și ultima amânare a venit pentru luna mai 2022.
Filmul a avut o premieră restrânsă la CinemaCon pe 28 aprilie 2022, urmată de o premieră globală găzduită de San Diego Civic Theatre din San Diego, California pe 4 mai, organizată în regim de live pe YouTube. A fost ecranizat și la Festivalul Internațional de Film de la Cannes pe 18 mai în cadrul Selecției Oficiale, unde a fost primit cu aplauze timp de cinci minute. Premiera de la Cannes a inclus un tribut pentru întreaga carieră a lui Cruise. A doua zi, a avut premiera regală la Leicester Square din Londra, distribuția întâlnindu-se cu Prințul William și Ducesa de Cambridge. ScreenX și AMC Theatres au organizat ecranizări timpurii în locații exclusive pe teritoriul Statelor Unite pe 24 mai 2022.

### Micile ecrane
Netflix, Apple TV+ și HBO Max au încercat să cumpere drepturile de distribuție ale filmului, dar Paramount a refuzat să le vândă. Bruckheimer, când a fost întrebat despre platformele de streaming care încearcă să cumpere drepturile de distribuție la premiera filmului de la CinemaCon, a spus că filmul a fost mereu o destinație pentru marile ecranele. La premiera de la Cannes, Cruise a negat că filmul se va duce spre platformele de streaming. Filmul va fi disponibil pe Paramount+, dar la mai mult de 45 zile de la lansarea cinematografică.

## Primire

### Încasări
Top Gun: Maverick a încasat 715,8 milioane $ în Statele Unite și Canada, și 766,9 milioane $ în alte teritorii, pentru un total internațional de 1,483 miliarde $. Pe 17 iunie 2022, Top Gun: Maverick a devenit cel mai profitabil film din cariera lui Cruise după ce a depășit 800 milioane $ internațional, surclasând cele 791 milioane ale filmului Misiune: Imposibilă. Declinul. Pe 26 iunie, filmul a depășit 1 miliard $, devenind al doilea film care face asta în timpul pandemiei de COVID-19, după Omul-Păianjen: Niciun drum spre casă, în plus față de surclasarea filmului Doctor Strange în Multiversul Nebuniei în clasamentul celor mai profitabile filme din 2022. Filmul a doborât recordul stabilit în 1997 al filmului Titanic, care a încasat 600,8 milioane $ în SUA și Canada, fiind cel mai profitabil film distribuit de Paramount în această regiune.
În Statele Unite și Canada, filmul a fost lansat odată cu The Bob's Burgers Movie, și era de așteptat inițial să încaseze între 85 și 100 milioane $ în weekendul de patru zile de la lansare, unele estimări fiind chiar de 130 milioane $. A fost ecranizat în 4.732 de cinematografe, cea mai mare lansare din toate timpurile. După ce a încasat 52 milioane $ în prima zi (incluzând cele 19,3 milioane $ din avanpremierele de miercuri și joi noapte, un record pentru Cruise, Paramount și weekendul de Memorial Day), estimările de weekend au crescut la 150 milioane $. A ajuns să debuteze cu 126,7 milioane $ în primele trei zile și 160,5 milioane $ în perioada de patru zile, terminând pe primul loc în ierarhia box office. În plus, a devenit doar al patrulea film lansat în timpul pandemiei care a încasat 100 milioane $ în weekendul de trei zile, după Omul-Păianjen: Niciun drum spre casă, The Batman și Doctor Strange în Multiversul Nebuniei. Top Gun: Maverick a avut și a doua cea mai bună lansare pentru un film Paramount, după Omul de Oțel 2 (128,1 milioane $ în mai 2010). În al doilea weekend, filmul a rămas primul cu 90 milioane $ încasări. Coborârea cu 29% a fost cea mai lină pentru un film cu o lansare de peste 100 milioane $, surclasând Shrek 2 (declin de 33% în al doilea weekend după o lansare de 108 milioane $ în mai 2004). Filmul a fost detronat de nou-venitul Jurassic World Dominion în al treilea Weekend, încasând 51,9 milioane $. Pe 13 iunie 2022, Top Gun: Maverick a devenit primul film din 2022 care întrece borna de 400 milioane $ în SUA și Canada, surclasând Doctor Strange în Multiversul Nebuniei devenind cel mai profitabil film al anului. În al patrulea weekend, filmul a continuat să se mențină bine, având o scădere de doar 14% și încasând 44,7 milioane $, un record deținut doar de filmul Avatar (50,1 milioane $ în 2010).
În afara Americii de Nord, filmul a încasat 124 milioane $ din 62 de piețe internaționale, surclasând Misiune: Imposibilă. Declinul (2018) cu 28%. A fost cea mai bună lansare pentru Cruise în 32 dintre acele piețe și cea mai bună pentru Paramount în 18 dintre ele. Cele mai bune țări ale lansării au fost Regatul Unit (19,4 milioane $), Franța (11,7 milioane $), Australia (10,7 milioane $), Japonia (9,7 milioane $) și Germania (6,5 milioane $). Filmul a stabilit recorduri de debut pentru Cruise în Brazilia (5,3 milioane $), Țările de Jos (2,4 milioane $), Suedia (2,2 milioane $), Orientul Mijlociu (6,3 milioane $), Belgia (1,7 milioane $), Noua Zeelandă (1,4 milioane $), Polonia (1,2 milioane $), Argentina (1,2 milioane $), Finlanda (1,1 milioane $) și Portugalia (770.000 $). IMAX a reprezentat 10,4 milioane $ din suma totală în weekendul de deschidere din afara Americii de Nord. În următorul weekend, a încasat 85,8 milioane $, o scădere de 16% care a inclus cele 18,5 milioane $ din ecranizările IMAX. Deadline a notat abilitatea Franței de a oferi încă 21 milioane $ într-un weekend în care s-a înregistrat o vreme urâtă în toată țara. Filmul a încasat 52,7 milioane $ (o scădere de 37%) în al treilea weekend. A încasat 39,7 milioane în al patrulea weekend, o scădere de 25%, și 45,7 milioane $ în al cincilea după ce a avut premiera și in Coreea de Sud.

### Reacția criticilor

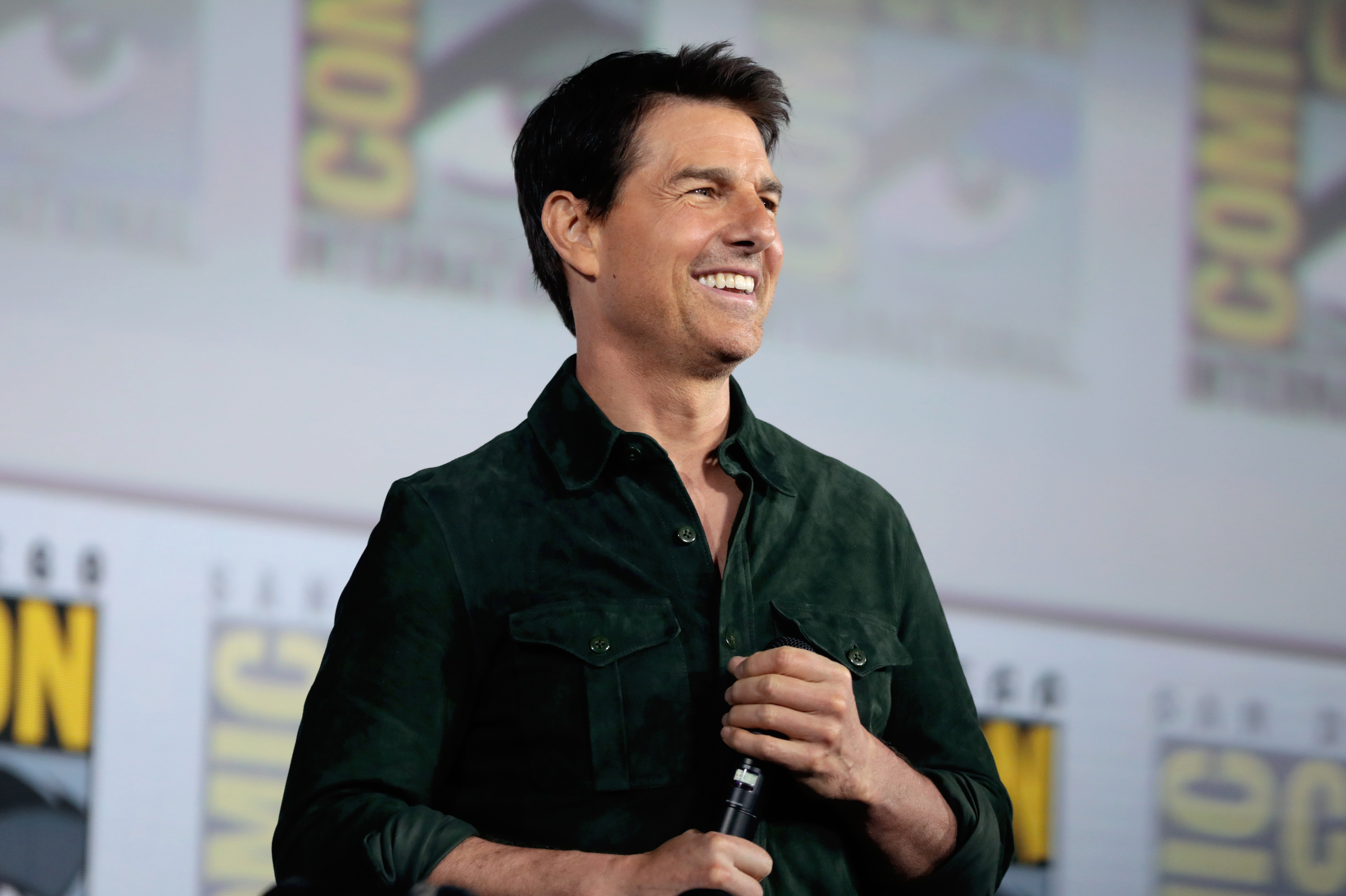
Tom Cruise (în imagine) a fost lăudat la scară largă pentru acest film, unii dintre critici numindu-l cel mai bun al carierei sale.

Pe site-ul Rotten Tomatoes, 97% din cele 399 de recenzii sunt pozitive, cu o notă medie de 8,2/10. Recenzia comună este, "Top Gun: Maverick execută o manevră mai complicată decât un salt 4G inversat, livrând o continuare mult-așteptată care își surclasează predecesorul într-un stil foarte distractiv." Metacritic, care folosește media recenziilor, i-a acordat filmului un scor de 78 din 100, bazat pe 63 de recenzii, indicând "recenzii general favorabile". Audiențele de pe CinemaScore i-au acordat filmului nota "A+", în timp ce PostTrak a raportat un scor de 96% scor pozitiv, 84% dintre aceștia spunând că ar recomanda filmul.
Pete Hammond de la Deadline Hollywood a lăudat filmul, spunând că a fost mai bun decât originalul. Numindu-l "un film foarte plăcut, scurt și intens", A. O. Scott de la The New York Times l-a lăudat și a spus că este o dovadă că "filmele pot fi și trebuie să fie grozave". Peter Bradshaw, scriind pentru The Guardian: "Cruise conduce asupra unor diferențe surprinzătoare față de primul film în rolul pilotului Marinei căruia îi lipsesc tensiunile homoerotice din originalul anilor '80". Alonso Duarade de la TheWrap a spus că Top Gun: Maverick "reprezintă o continuare demnă care depășește și eșuează în la fel de multe moduri ca și originalul", și că "există anumite secvențe care par mai mult un anunț din Al Doilea Război Mondial, dar că secvențele de zbor și luptă sunt destul de spectaculoase pentru a te face să uiți că acești piloți se înhamă la scenarii de luptă care ar putea determina începerea războaielor."
Recenzia de 4 stele a lui Brian Lloyd de la Entertainment.ie a spus că Top Gun: Maverick "zboară de 5 stele" și că "există într-o lume creată pe propriile forțe. Apusuri de aur, tricouri perfect imaculate, freze rebele și romanțe pasionale, toate sunt irezistibile." Clarrise Lougherty de la The Independent a spus că filmul este "un blockbuster palpitant. Te ține lipit de scaun și este atât de spectaculos încât poate face o întreagă cameră întunecată plină de străini să verse o lacrimă." Richard Brody de la The New Yorker a spus "Noul film, mai mult o renovare decât o continuare, combină luptele aeriene din 1986 cu politica actuală." Tomris Larfy de la RogerEbert.com a spus "Demn de marele ecran sunt atacurile emoționale ale lui “Maverick” care livrează o lovitură perfectă."
Tatsam Mukherjee de la Firstpost a spus că Top Gun: Maverick i-a adus aminte de filmul lui James Mangold - Ford v Ferrari (2019), și a lăudat coordonarea dintre "om și mașinărie". El a adăugat "În prima linie a acestei confruntări se află un om pe nume Tom Cruise, care nu vrea mai mult decât să ne uimească. Demonstrând că niciun film cu eroi sau multivers nu poate înlocui sângele, transpirația și adrenalina unui actor care efectiv încearcă să depășească limitele filmărilor. Deci dacă e un film cu Tom Cruise, nu vom fi dezamăgiți." Chris Bumbray de la JoBlo.com a numit filmul "o cursă spectaculoasă de cel mai înalt nivel" și că "Dacă ești fanul filmului original, continuarea te va da pe spate – dar chiar și dacă nu adori clasicul din 1986 (blasfemie), tot are destule de oferit."

Eileen Jones de la revista Jacobin i-a acordat o recenzie negativă filmului, numindu-l "un videoclip ce glorifică recrutarea militară".

### Distincții
| Premiul                       | Data ceremoniei   | Categoria                                        | Beneficiar(i)                       | Rezultat     | Ref.    |
| ----------------------------- | ----------------- | ------------------------------------------------ | ----------------------------------- | ------------ | ------- |
| Hollywood Critics Association | 1 iulie 2022      | Cel mai bun film                                 | Top Gun: Maverick                   | Nominalizare | [ 156 ] |
| Hollywood Critics Association | 1 iulie 2022      | Cel mai bun regizor                              | Joseph Kosinski                     | Nominalizare | [ 156 ] |
| Hollywood Critics Association | 1 iulie 2022      | Cel mai bun actor                                | Tom Cruise                          | Nominalizare | [ 156 ] |
| Hollywood Critics Association | 1 iulie 2022      | Cel mai bun actor în rol secundar                | Miles Teller                        | Nominalizare | [ 156 ] |
| Premiile Location Managers    | 27 august 2022    | Cele mai bune locații pentru un film contemporan | Top Gun: Maverick                   | Nominalizare | [ 157 ] |
| Premiile Golden Trailer       | 6 octombrie 2022  | Cel mai bun film de acțiune                      | Top Gun: Maverick ("Back")          | În așteptare | [ 158 ] |
| Premiile Golden Trailer       | 6 octombrie 2022  | Cel mai bun trailer de film blockbuster          | Top Gun: Maverick ("Back")          | În așteptare | [ 158 ] |
| Premiile Golden Trailer       | 6 octombrie 2022  | Cel mai bun spot TV de acțiune                   | Top Gun: Maverick                   | În așteptare | [ 158 ] |
| Premiile Golden Trailer       | 6 octombrie 2022  | Cel mai bun film de acțiune/thriller             | Top Gun: Maverick ("Aviator")       | În așteptare | [ 158 ] |
| Premiile Golden Trailer       | 6 octombrie 2022  | Best BTS/EPK for a Feature Film (Over 2 Minutes) | Top Gun: Maverick ("Ground to Air") | În așteptare | [ 158 ] |
| Premiile World Soundtrack     | 22 octombrie 2022 | Cea mai bună piesă originală                     | "Hold My Hand (Lady Gaga)"          | În așteptare | [ 159 ] |
| Premiul Saturn                | 25 octombrie 2022 | Cel mai bun film de acțiune/aventură             | Top Gun: Maverick                   | În așteptare | [ 160 ] |
| Premiul Saturn                | 25 octombrie 2022 | Cel mai bun actor                                | Tom Cruise                          | În așteptare | [ 160 ] |
| Premiul Saturn                | 25 octombrie 2022 | Cea mai bună regie                               | Joseph Kosinski                     | În așteptare | [ 160 ] |
| Premiul Saturn                | 25 octombrie 2022 | Cel mai bun montaj                               | Eddie Hamilton                      | În așteptare | [ 160 ] |
| Premiul Saturn                | 25 octombrie 2022 | Cele mai bune efecte speciale                    | Scott R. Fisher, Ryan Tudhope       | În așteptare | [ 160 ] |

A primit Premiul Academiei Japoneze pentru cel mai bun film într-o limbă străină.

## Proces
În mai 2022, familia lui Ehud Yonay, cel care a scris articolul din revista California ce a inspirat primul film Top Gun, a dat în judecată Paramount pentru drepturi de autor după lansarea lui Top Gun: Maverick. Conform acuzării, Paramount a obținut drepturile exclusive de film pentru articolul "Top Guns" a lui Yonay - care a fost inițial publicat în mai 1983 în California, dar distribuitorul a ignorat legea americană ce garantează timp de 35 ani drepturile după care acestea vor reveni la proprietarul original, respectiv văduvei Shosh și fiului Yuval, după moartea scriitorului Yonay în 2012. Cei 35 de ani s-au încheiat în ianuarie 2020.
Procesul susține că Maverick conține elemente similare articolului original și că Paramount a continuat filmările, chiar și după ce a primit minuta că drepturile s-au încheiat. Distribuitorul filmului consideră că filmările s-au terminat înainte de ianuarie 2020 și neagă că  Maverick are vreo legătură cu articolul lui Yonay.

## Legături externe
- Site web oficial
- Top Gun: Maverick la Internet Movie Database
- Top Gun: Maverick la CineMagia